# Den kolde krig
Den kolde krig er betegnelsen for de konflikter i international politik, der opstod mellem landene i de to militæralliancer NATO og Warszawapagten (anført af hhv. USA og Sovjetunionen) i perioden fra 2. verdenskrigs afslutning til Sovjetunionens opløsning i 1991.
Konfliktens vigtigste årsag var, at NATO-landene og Warszawapagt-landene havde forskellige, og uforenelige, politiske og økonomiske systemer, og derfor ikke kunne blive enige om, hvordan Tyskland og Europa skulle genopbygges efter 2. Verdenskrig. Warszawapagt-landene var alle etpartistater med kommunistiske samfund som mål, mens de fleste NATO-lande var flerpartistater baseret på markedsøkonomi. Konflikten blev kaldt den kolde krig, fordi truslen om verdensomspændende atomkrig mellem de to militæralliancer, en tredje verdenskrig, førte til at parterne undgik at gå i direkte, varm krig mod hinanden. I stedet indgik man i stedfortræderkrige mange forskellige steder, bl.a. Koreakrigen, Vietnamkrigen og Afghanistan-konflikten, hvor konfliktens parter gav de stridende parter i den lokale konflikt militær og økonomisk støtte. Under den kolde krig bedrev Øst- og Vestblok-landene intens spion- og efterretningsvirksomhed mod modparten. Styrkeforholdet mellem de stridende parter blev både målt ud fra præstationer inden for militær oprustning, men også inden for rumfart, teknologi og idræt.
Krigens forløb var kendetegnet ved, at højspændte perioder vekslede med perioder med afspænding. Krigen begyndte dramatisk få år efter 2. Verdenskrigs afslutning med Truman-doktrinen i 1947, den sovjetiske blokade af Berlin i 1948-49 og Koreakrigen 1950-53. Herefter fulgte en kort periode med afspænding, inden de næste konflikter brød ud, dels i Mellemøsten og Ungarn i 1956, dels i Berlin omkring 1960, samt ikke mindst Cubakrisen i 1962, hvor man var meget tæt på en atomkrig mellem USA og Sovjetunionen. Efter Cubakrisen fulgte en halv snes år med fornyet afspænding og en række aftaler, bl.a. SALT, mellem parterne om våbenkontrol. Fra ca. 1970 bredte afspændingen sig også til Europa, bl.a. med en begyndende normalisering af forholdet mellem Østtyskland og Vesttyskland. Hen mod slutningen af 1970-erne forværredes forholdet mellem USA og Sovjetunionen på ny, især efter Sovjets beslutning om at opstille SS-20-mellemdistanceraketter i Østeuropa som efterfølgende førte til Natos dobbeltbeslutning, der imødegik denne oprustning med opstilling af 572 raketter i Vesteuropa. Samtidig invaderede Sovjetunionens Afghanistan. Den amerikanske præsident Reagans første embedsperiode 1981-85 var præget af en kraftig oprustning og nedfrysning af kontakten mellem parterne. Med Mikhail Gorbatjovs overtagelse af den sovjetiske ledelse i 1985 ændredes sovjetisk udenrigspolitik hen mod afspænding og samarbejde med NATO-landene, og en række vellykkede møder mellem Gorbatjov og Reagan indvarslede en ny periode med afspænding.
Den kolde krig sluttede delvist med Berlinmurens fald 9. november 1989 og endeligt med Sovjetunionens sammenbrud og endelige opløsning 26. december 1991.

## Definition
Udtrykket ”den kolde krig” optrådte første gang i efteråret 1945 i et indlæg af forfatteren George Orwell, som reaktion på fremkomsten af atomvåben. To år senere blev vendingen almindelig kendt gennem bogen ”The Cold War” af den amerikanske skribent Walter Lippmann, som angiveligt havde hentet udtrykket fra det franske ”la guerre froide”, som i 1930-erne optrådte i den franske samfundsdebat.

## Situationen i 1945
Med Nazi-Tysklands nederlag i maj 1945 og Japans overgivelse i august 1945 opstod der et magttomrum i den globale verdensorden. Anden verdenskrigs sejrherrer, USA, Sovjetunionen og Storbritannien, skulle nu forsøge at indrette den nye verden, men det viste sig hurtigt, at der var interessekonflikter mellem parterne. I Vesten opstod en voksende mistillid til de sovjetiske hensigter på baggrund af udviklingen i de sovjetisk besatte områder.
Tyskland kom til at spille en hovedrolle i den kolde krig. På Potsdamkonferencen blev Tyskland opdelt i fire besættelseszoner, en amerikansk, en britisk, en fransk og en sovjetisk, efter at Frankrig efter amerikansk-britisk ønske blev inddraget i besættelsen af Tyskland. Hurtigt dannedes der en hovedskillelinje mellem de tre vestlige zoner og den sovjetiske, så delingen i Vesttyskland og Østtyskland blev gennemført. I vesten satsede de politiske ledere på et politisk system baseret på demokrati og liberal markedsøkonomi, mens man i øst tilstræbte et samfundssystem med planøkonomi, der havde forbillede i Sovjetunionen. Berlin, som lå som en enklave i den sovjetiske zone, blev opdelt på samme måde med tre vestlige sektorer og en østlig.
Også i det øvrige Europa gjorde en opdeling mellem øst og vest sig hurtigt gældende. De østeuropæiske lande, der var blevet befriet fra tyskerne af Sovjetunionen, fik indsat kommunistiske regeringer, officielt fordi Stalin ønskede en sikkerhedszone som værn mod fremtidige tyske angreb.

## Den kommunistiske magtovertagelse i Øst-Europa

### Baggrund
Østeuropa er siden 1949 blevet brugt som betegnelsen for de lande i Central- og Østeuropa, der efter 2. verdenskrig blev underlagt sovjetisk hegemoni og indlemmet i COMECON og Warszawapagten. Mellem de enkelte lande var der (og er fortsat) betragtelige historiske, politiske, økonomiske og etniske forskelle. Med undtagelse af Bulgarien, Rumænien og Albanien opstod de som selvstændige stater efter 1. verdenskrig. I stort set alle landene, med Tjekkoslovakiet som eneste undtagelse, opstod der i mellemkrigsperioden ikke-demokratiske regimer, i flere tilfælde med voksende fascistiske og pro-nazistiske elementer og agitation for en aggressiv nationalisme, der normalt var rettet mod nabostater og etniske mindretal inden for egne grænser. De østeuropæiske lande var prægede af økonomiske problemer og social nød under den nazistiske besættelse og krigsførelse frem til 1945. Mod slutningen af 2. Verdenskrig var det for de fleste af landene – med Tjekkoslovakiet som undtagelse – indlysende, at en genopretning af mellemkrigstidens styreformer ikke kunne komme på tale, da flere af disse lande havde været nært allierede med Nazi-Tyskland.

### Forløb
Allerede i februar 1945 havde den sovjetiske udenrigsminister Molotov udtrykt sin bekymring over Jalta-aftalens mulige negative indflydelse på Stalins plan om magtovertagelsen i Østeuropa; men Stalin beroligede ham med ordene:"Skidt med det. Vi gør det senere på vores måde" De kommunistiske partier havde nydt godt af de sovjetiske styrkers befrielse af landene fra de nazistiske og facistiske besættelsesmagter. Lige efter krigen stod kommunistpartierne stærkest i Tjekkoslovakiet, samt i Jugoslavien og Albanien, hvor kommunisterne havde stået i spidsen for en partisankrig mod de fascistiske og nazistiske besættelsesmagter. Modstandskampen havde skabt en udbredt folkelig opbakning. De kommunistiske partier stod derimod svagt i Polen, Rumænien og Ungarn, men ved hjælp af koalitionsregeringer mellem på den ene side de kommunistiske partier og på den anden de borgerlige partier, der efter kommunisternes opfattelse ikke havde samarbejdet med besættelsesmagten, fik kommunisterne fra 1945 del i magten. Winston Churchill, som var den første vestlige leder, der officielt tog afstand fra den sovjetiske kontrol med Østeuropa, benyttede i den opsigtvækkende tale i Fulton (USA) udtrykket "jerntæppet" om den sovjetiske kontrol med dets "lydstater". I Vestmagterne blev dette udtryk hurtigt den officielle betegnelse for delingen af Europa.
Efterhånden tiltog kommunisterne sig mere og mere magt, mens de andre koalitionspartnere fik reduceret deres indflydelse eller helt blev ekskluderet fra regeringerne. I de fleste østeuropæiske lande fandt den endelige magtovertagelse sted 1947-48 ved at de folkedemokratiske partier blev underlagt kommunistpartiet.
I Tjekkoslovakiet havde kommunisterne dannet regering med socialdemokratiet. Men efter en intern konflikt mellem regeringspartierne overtog kommunisterne i februar 1948 i strid med forfatningen de regeringsposter, som de ikke-kommunistiske medlemmer af regeringen havde forladt i protest.
I årene efter magtovertagelserne blev de østeuropæiske økonomier omdannet til centrale planøkonomier efter sovjetisk forbillede. I flere af landene som Tjekkoslovakiet og Ungarn blev der gennemført udrensninger blandt medlemmerne af de kommunistiske partier. I flere af landene var der tale om opgør mellem de kommunister, der var i hjemlandene under krigen, og Moskva-kommunister, der havde været i eksil under krigen. I de lande, hvor de ikke-kommunistiske partier stadig eksisterede, fungerede de inden for rammerne af særlige nationale fronter og underlagt de kommunistiske partier. Opposition mod de regerende kommunistiske partier var ikke tilladt, men de enkelte partier som bondepartier kunne inden for visse rammer godt drive lobbyvirksomhed for bestemte befolkningsgrupper og bøndernes interesser. De muligheder blev forbedret efter Stalins død i marts 1953 og efter den 20. partikongres i Sovjetunionen i 1956, hvor centralismen og undertrykkelsen af anderledes tænkende blev lempet noget.
I 1948 blev Titos Jugoslavien ekskluderet fra den kommunistiske samarbejdsorganisation, Kominform, officielt fordi kommunistpartiet havde indtaget nationalistiske særstandpunkter. Jugoslavien kom til at fremstå som et af de førende lande inden for den alliancefri bevægelse og fortaler for en mere selvforvaltende form for socialisme. Efter Stalins død blev forholdet til Sovjetunionen forbedret, men det blev kølnet igen efter den politiske opstramning, der fandt sted inden for den verdenskommunistiske bevægelse efter invasionen af Ungarn i 1956 og forværringen af forholdet mellem Sovjetunionen og Kina i slutningen af 1950'erne.

## USA's rolle og politik lige efter freden i 1945
Monroe-doktrinen fra 1823 havde givet USA et præg af isolationisme, og det var tilsyneladende kun nødtvungent, at Franklin D. Roosevelt involverede stormagten i 2. verdenskrig. Nyere forskning har dog påpeget, at den internationalt orienterede amerikanske præsident blot ventede på et påskud til at påtage sig opgaven som bekæmper af totalitære regimer, og det blev muligt ved det japanske angreb på Pearl Harbour. Da freden var en realitet i 1945 begyndte de gamle kolonimagter Storbritannien og Frankrig, som var økonomisk trængte, at vakle. Derfor var der kun én reel politisk magt i Europa: Sovjetunionen. Den første advarsel om Sovjetunionens styrke fra en ledende politiker blev fremsat af Winston Churchill i den berømte tale i Fulton i Missouri 5. marts 1946, hvori han advarede mod de totalitære udviklingstendenser i Østeuropa. I forlængelse heraf sendte den amerikanske embedsmand George F. Kennan i 1946 det såkaldte lange telegram til regeringen i Washington for at henlede opmærksomheden på den kommunistiske trussel. Kennan blev således ophavsmand til containment-politikken, der resulterede i, at Harry S. Truman i 1947 holdt den tale, som siden er betegnet Truman-doktrinen. Som opfølgning herpå introducerede George Marshall Marshall-planen, der tilsigtede at genrejse Europa økonomisk. Stalin ignorerede officielt Trumans tale, men sendte en delegation til Paris for at deltage i drøftelserne om Marshall-planen. Den forlod dog forhandlingerne, og senere forbød Sovjetunionen de øvrige Østblok-lande at modtage hjælpen.
Det kommunistiske kup i Tjekkoslovakiet i Februar 1948 blev en katalysator for udviklingen i den næste fase af den kolde krig. I Vesten frygtede man, at der var tale om en sovjetisk plan for en trinvis overtagelse af kontrollen med de demokratiske lande i Europa, og man gik i gang med at udarbejde planer for et gensidigt forpligtende sikkerhedssystem byggende på en alliance mellem de vesteuropæiske stater og USA. I Sovjetunionen opfattedes disse planer som en trussel mod de i Potsdam aftalte sikkerhedszoner.
Kort efter kom Berlin i fokus som symbol på den kolde krig. I juni 1948 indledte Sovjetunionen en blokade af Vestberlin. Som modtræk etablerede vestmagterne adgang til byen ad luftvejen, den berømte luftbro til Berlin. I næsten et år fik Vestberlin alle forsyninger fløjet ind.
Sovejetunionens skridt blev i USA og mange vesteuropæiske lande opfattet både som en fortsættelse af kuppet i Prag og som en aggressiv handling, og det fremskyndede planen om en Nordatlantisk forsvarsalliance. Atlanterhavspagten blev underskrevet den 4. april 1949, hvorved NATO blev en realitet. Den blev etableret af USA, Canada, Storbritannien, Frankrig, Belgien, Holland, Luxembourg, Italien, Portugal, Norge og Danmark. Da Stalin modvilligt ophævede blokaden i maj 1949, var Forbundsrepublikken Tyskland etableret i Bonn, som et yderligere tegn på, at Stalins plan var slået fejl.
NATO blev udvidet med Grækenland, Tyrkiet, Spanien og Vesttyskland. Efter den kolde krigs ophør er NATO yderligere ekspanderet.

## Optrapning
Som modvægt mod NATO besluttede Sovjetunionen at intensivere det militære samarbejde i Østeuropa. Sprængningen af den første sovjetiske atombombe 29. august 1949 blev i Vesten opfattet som yderligere et skridt på vejen til at cementere den sovjetiske magt over det kommunistiske Øst- og Centraleuropa. Samarbejdet blev senere formaliseret med Warszawapagten, som dog først blev underskrevet den 14. maj 1955, officielt som reaktion på Vesttysklands indtræden i NATO.
Sovjetunionen fik en ny, stærk allieret, da Folkerepublikken Kina blev proklameret den 1. oktober 1949. Chiang Kai-shek blev fordrevet med sine styrker og trak sig tilbage til Taiwan, hvor Kuomintang etablerede Republikken Kina.
Den republikanske opposition i den amerikanske kongres krævede, at Truman-administrationen påtog sig forsvaret af Taiwan. Dean Acheson mente imidlertid, at "støvet ville lægge sig" og Mao ville fungere som "en asiatisk Tito. "Tabet af Kina" førte derfor til en bitter kamp mellem Truman og Joseph McCarthy og dennes tilhængere i kongressen.

### Koreakrisens begyndelse
Efter Japans nederlag i 1945 var Korea blevet okkuperet af USA og Sovjetunionen. Den koreanske modstandsbevægelse havde organiseret revolutionskomiteer over hele landet og dannede i september en koreansk regering. De nordamerikanske okkupationsmyndigheder ignorerede denne regering og oprettede et råd af koreanere, hvoraf flere havde samarbejdet med japanerne. Sovjetunionen sørgede samtidig for at få kontrol over sin okkupationszone, men samarbejdede i øvrigt med de koreanske revolutionskomiteer. Delingen af Korea var ment som en midlertidig deling, men efterhånden udviklede der sig to koreanske stater, og modsætningen mellem dem steg. Sovjetunionen trak sine besættelsestropper ud af Nordkorea i 1948, og USA trak sine tropper ud af Sydkorea i 1949.

### Koreakrigen
Der udbrød krig mellem de to koreanske stater den 25. juni 1950. Hændelsesforløbet, der førte til krigen, er stadig delvis uafklaret. Men dens virkninger er klare nok. SEATO blev oprettet som bolværk mod kommunismen i Asien, og den kolde krig gik ind i en alvorligere fase. Der skete en stramning i østblokken, og i vestblokken gik McCarthyismen sin sejrsgang.

## Stalins død, midlertidig afspænding og ny optrapning
Der indtrådte en vis afspænding i den kolde krig i forbindelse med Josef Stalins død i marts 1953. Herpå fulgte en intern magtkamp i Sovjetunionen, som først blev endeligt afklaret med Nikita Khrusjtjovs delvise opgør med Stalinismen i 1956, som indledtes med den berømte tale til den 20. partikongres. I mellemtiden var en ny amerikanske atomstrategi blevet formuleret af John Foster Dulles, som i april 1954 understregede, at et kommunistisk angreb mod en fri stat ville føre til massiv gengældelse. Trods denne uforsonlige retorik lykkedes det på et møde i Genève i 1955 at starte en positiv dialog, der dog blev brudt, da Sovjetunionen senere på året testede sin første brintbombe. Den amerikanske administration med Dwight D. Eisenhower og Foster Dulles i spidsen frygtede, at det amerikanske overtag i stormagtskonflikten ville smuldre under den nye, såkaldte terrorbalance. Foster Dulles fornærmede desuden i en tale 9. juni 1956 en række lande i den tredje verden, som i april 1955 havde ytret sig for neutralisme på Bandung-konferencen med sin formulering: "neutralitet er i stigende grad blevet forældet og, med undtagelse af meget ekceptionelle omstændigheder, er det et amoralsk og kortsynet koncept". Dulles var især bekymret for, at Ægypten med sin erklærede neutralitet i virkeligheden var et "redskab for Russerne".
Suez-krisen, der udløstes af en væbnet konflikt udkæmpet på ægyptisk territorium i november 1956 mellem på den ene side Israel, Storbritannien og Frankrig og på den anden side Egypten, øgede den amerikanske bekymring. Baggrunden for krisen var, at Gamal Abdel Nasser, politisk og militær leder af Ægypten, havde valgt at nationalisere og overtage Suez-kanalen uden at kompensere Storbritannien og Frankrig, som var de to aktionærer i selskabet, der ejede kanalen. Dwight D. Eisenhower tvang sine allierede til at trække sig tilbage fra ægyptisk territorium, hvilket afledte opmærksomheden fra den samtidige konflikt i Ungarn og dermed lettede Sovjetunionens nedkæmpelse af den ungarske opstand.
Året efter fik amerikanerne endnu et chok: Russerne sendte Sputnik ud i rummet. Det blev starten til et rumkapløb, der umiddelbart tydede på, at amerikanerne på dette felt var bagud. I sig selv var det ikke så farligt, at russerne sendte en rumkapsel (Sputnik) op, men i USA frygtede man, at det kunne resultere i en teknologi, hvor atomvåben kunne sendes op i rummet i tilfælde af krig. Det er senere blevet klart, at Khrusjtjovs rumprogram primært skulle dække over Sovjetunionens "mangel på reel atomkapabilitet". "Ånden fra Genève" blev under alle omstændigheder definitivt begravet, da Sputnikchokket førte til øget amerikansk oprustning.

## Opstanden i Ungarn
Den 23. oktober 1956 udbrød et folkeligt oprør i Ungarn 1956 Revolutionen og Frihedskampen mod det stalinistiske regime fra øst. Efter 10 dage blev oprørerne slået ned af sovjetiske tropper. 1956-oprørerne tiltrak sig stor international opmærksomhed og udløste en omfattende humanitær indsats. Efter revolutionen gennemførtes en hårdhændet udrensning med 25.000 domfældelser og 200.000 ungarere emigrerede.
Oprøret blev ganske vist nedkæmpet af Sovjetunionen og de Moskva-tro ungarske kommunister; men det er også kendt for at have iværksat en genkomst af de arbejder- og soldaterråd, der havde præget Sovjetunionen i de første år efter 1917-revolutionen og ligeledes havde eksisteret en kort overgang i Ungarn.

## En gradvis spænding frem mod 70'erne
Med udgangen af 50'erne var forholdet mellem USA og Sovjetunionen køligt. John Foster Dulles nægtede at samarbejde med russerne, fordi han anså det for unødvendigt, da USA efter hans mening ikke kunne undgå at vinde våbenkapløbet. Efter Dulles' død lykkedes det dog at få arrangeret et møde i Paris mellem præsident Eisenhower og Nikita Khrusjtjov, men i maj 1960 blev et amerikansk spionfly U-2 skudt ned over sovjetisk territorium. Denne episode medvirkede til at spolere topmødet i Paris.
I 1961 kom John F. Kennedy til magten, og med ham kom et fokusskifte for amerikanerne. Kennedy ville hellere flytte fokus til den tredje verden, fordi han mente, at befolkningerne i den tredje verden var i fare for at falde for kommunismen. Derfor støttede Kennedy-administrationen regimer, der blev anset for at være allierede i kampen mod kommunismen, ligesom den styrkede militæret og CIA. Denne politik resulterede bl.a. i Svinebugtaffæren, hvor USA foretog en mislykket invasion af Cuba for at fjerne Fidel Castro. Senere på året byggede spændingen sig op omkring Vest-Berlins status (Berlinkrisen), og det resulterede i opførelsen af Berlinmuren. Dette var endnu et chok for amerikanerne, der troede, at situationen i Europa var fastlåst og under kontrol. Amerikanerne hjalp indbyggerne i Vest-Berlin, men pludselig fik man også andet at tænke på, da et amerikansk spionfly i 1962 opdagede missiler på Cuba.

## Cubakrisen
Den måske alvorligste konflikt under den kolde krig var Cubakrisen i 1962, hvor en atomar konflikt mellem parterne var en nærliggende mulighed. Den sovjetiske leder Nikita Khrusjtjov havde forsynet Fidel Castros Cuba med raketter, der udstyret med atomsprænghoveder var i stand til at nå store dele af USA. Den amerikanske præsident John F. Kennedy krævede raketterne fjernet, idet han truede med en militær konfrontation. I nogle dage svævede verden i yderste fare for at havne i en atomkrig. Khrusjtjov valgte efter et taktisk spil at trække raketterne hjem igen, selv om Kennedy ikke lovede den modydelse, som Sovjetunionen under forløbet havde krævet, at de amerikanske raketter i Tyrkiet blev fjernet.
Som reaktion på Cubakrisen formulerede Robert McNamara doktrinen Gensidigt sikret ødelæggelse. Doktrinen indebærer, at hvis en af to parter i en konflikt anvender sine atomvåben, resulterer det i ødelæggelsen af begge parter.

## Kennedy i Berlin
Under en europarejse ankom John F. Kennedy den 26. juni 1963 til Berlin, hvor han blev modtaget af overborgmester Willy Brandt. På rådhuset i Vestberlin (Rathaus Schöneberg) holdt han den tale til en enorm menneskemængde, der var forsamlet på Rudolph Wilde Platz, som er kendt under betegnelsen Ich bin ein Berliner. Talen var hans sidste store optræden internationalt, før han blev myrdet i Dallas, Texas, 22. november 1963.

## Vietnamkrigen
Efter at Vietnam havde erklæret sig selvstændigt fra det franske kolonistyre 2. september 1945, opstod der politiske uroligheder i landet. De tidligere koloniherrer ville ikke uden videre give slip på magten, og efter mødet i Genève i 1955 blev Vietnam delt i to. USA, som havde støttet Frankrig, var utilfreds med aftalen og begyndte at støtte Ngo Dinh Diem, præsidenten i Sydvietnam. Det kommunistiske Nordvietnam blev styret af Ho Chi Minh. Frem til 1965 havde USA en central rolle i det politiske spil i Sydvietnam, og var med til at vælte flere regeringer, som ville indlede forhandlinger med kommunisterne. I 1965 udviklede spændingen mellem de to regimer sig til den krig, vi kalder Vietnamkrigen og USA indledte omfattende bombetogter mod Nordvietnam. Frem til 1968 øgede amerikanerne styrkerne i landet til over en halv million. Sovjetunionen og Kina støttede Nordvietnam, både økonomisk og militært. I løbet af 1968 overtog kommunisterne føringen i krigen, og da præsident Richard Nixon kom til i 1969, skiftede han til en mere defensiv politik. Han trak adskillige amerikanske tropper ud af landet, men beholdt militær støtte til den Saigon-baserede sydvietnamesiske regering. I 1973 besluttede amerikanerne sig for at trække sine styrker helt ud af landet, og i 1975 overgav Saigon-regimet sig.
I samme periode, i 1965, invaderede USA Den Dominikanske Republik. Årsagen til denne invasion var frygten for kommunismens udbredelse; dermed genoplivede præsident Johnson den såkaldte dominoteori, der byggede på tesen om, at hvis et land blev kommunistisk, var det blot et spørgsmål om tid, før nabolandene også faldt i kommunisternes hænder.

## Forår i Prag
I 1968 greb Sovjetunionen igen ind over for en allieret, da man fandt de tjekkoslovakiske reformer for vidtgående. Det var især fordi, at man tillod aviser fra Vesten, der ellers var ulovlige at købe og besidde, og det faldt ikke i god jord, da det ville påvirke den russiske propaganda. Men den altovervejende årsag var Tjekkoslovakiets ønske om at melde sig ud af Warszawapagten for på den måde at medvirke til at stoppe den kolde krig. Desuden var de andre medlemmer af Warszawapagten bange for den "socialisme med et menneskeligt ansigt" som blev udøvet i Tjekkoslovakiet da den kunne genopblusse kravene om reel socialisme internt i de andre Warszawapagtlande.

## Afspænding og fornyet konflikt
1970'erne bliver kaldt afspændingsårtiet. Udgangspunktet var egentlig dårligt for afspænding. Vietnamkrigen var fastlåst og der havde i marts 1969 været kampe mellem sovjetiske og kinesiske tropper ved Ussuri. USA og Kinas fælles bekymring for Bresnjevdoktrinen og fælles ønske om en løsning på Vietnamkrigen betød, at de to lande nærmede sig hinanden. På denne baggrund besøgte USAs præsident Richard Nixon Kina i 1972, hvilket bidrog til at normalisere forbindelserne mellem USA og Kina og fremme afspændingen. SALT-aftalerne og ABM-traktaten var de konkrete instrumenter, stormagterne benyttede i afspændingsprocessen. Henry Kissinger spillede en betydelig rolle som initiativtager til den øgede diplomatiske aktivitet i første halvdel af 1970'erne, og konferencen omkring sikkerhed og samarbejde i Europa, CSCE, som resulterede i Helsingfors-erklæringen i 1975, blev af mange iagttagere i samtiden anset for at være et gennembrud i Stormagternes nye, gensidige forståelse. Denne forståelse omfattede bl.a. regler for at føre krig og et forsøg på at fastholde den eksisterende balance i våbenkapløbet. Med aftalen anerkendte Vestmagterne de eksisterende grænser i Østeuropa, hvilket skabte stor modstand mod aftalen i USA. Denne modstand bidrog til, at Gerald Ford, der havde overtaget præsidentposten fra Nixon efter Watergateskandalen, tabte præsidentvalget i 1976 til Jimmy Carter. Sovjetunionen havde til gengæld forpligtet sig til at overholde menneskerettighederne, hvilket bl.a. førte til Charta 77-bevægelsen i Tjekkoslovakiet. Helsingforsaftalerne skabte derfor interne problemer for regeringerne i begge stormagterne.
I slutningen af 1970´erne blev afspændingsårene afløst af en forværring i forholdet mellem øst og vest. Sovjetisk opstilling af SS-20-mellemdistanceraketter i Østeuropa førte i 1979 til Natos dobbeltbeslutning, der imødegik denne oprustning med opstilling af 572 raketter i Vesteuropa.
I december 1979 invaderede Sovjetunionen Afghanistan og forværrede dermed forholdet mellem øst og vest yderligere. Som følge heraf udskød det amerikanske senat behandlingen af SALT II-aftalen, som var indgået i en traktat, underskrevet af Jimmy Carter og Bresnjev i Wien i juni samme år. I januar 1980 blev dette skridt fulgt af en amerikansk embargo mod korn og teknologiske produkter fra Sovjetunionen, varsling af boykot af de olympiske lege i Moskva og en betydelig forøgelse af de militære budgetter.

## Første halvdel af 80'erne
Første halvdel af 80'erne var præget af magtskifte i begge blokke. I USA måtte Jimmy Carter overlade tøjlerne til Ronald Reagan, delvis på grund af hans forfejlede indsats, da 52 amerikanere i 1979 blev holdt som gidsler i Teheran. I Sovjetunionen opstod der en mangel på en ny leder, da Leonid Bresjnev i 1982 døde efter 18 år som landets leder. Den nye leder skulle være fra den gamle inderkreds omkring Stalin – derfor faldt valget på den aldrende Jurij Andropov. Andropov var ikke særligt velset i vesten på grund af hans rolle som KGB-chef.
Reagan talte om, at der var et hul i USAs forsvar, det såkaldte Window of Vulnerability. Han ville for alt i verden lukke dette hul, og det førte til den såkaldte prevail-politik, der blev formuleret af Reagans forsvarsminister Caspar Weinberger. Kort sagt gik prevail ud på, at USA skulle have så præcise atomvåben, at man ville kunne sejre i en eventuel atomkrig. Denne nye linje blev kraftigt kritiseret af George F. Kennan og Robert McNamara, der var sikre på, at Reagans linje ville medføre en krig.
1983 blev således et af de mest kritiske år i den kolde krig. USA havde masser af problemer i Latinamerika, hvor fjendtligtsindede regimer kom til magten i El Salvador, Nicaragua og Grenada. For de to førstnævnte landes vedkommende støttede USA oprørsgruppen contraerne, hvorimod Grenada blev invaderet. Samtidig barslede Ronald Reagan med ideen om SDI ("Stjernekrigsprojektet"), hvilket øgede spændingen mellem øst og vest. Det samme gjorde Sovjetunionens nedskydning af et sydkoreansk passagerfly i august '83. Alt dette førte frem til krisen omkring NATO-øvelsen Able Archer, der løb af stablen i november 1983. Øvelsen skulle foregive at Vesteuropa var blevet ramt af et atomangreb. Andropov var sikker på, at øvelsen var et maskeret forsøg på at invadere Sovjetunionen. Krisen blev dog afværget, men anses i dag, som de tætteste verden har været en atomkrig siden Cubakrisen.
9. februar 1984 døde Andropov, hvilket banede vejen for den gamle Konstantin Tjernenko, hvis helbred mildest talt var elendigt. Ved Tjernenkos død et år efter, var der ikke flere af de gamle fra kredsen omkring Stalin tilbage. Det banede vej for nye unge kræfter.

## Sidste halvdel af 80'erne
Den 16. januar 1984 holdt Ronald Reagan en tale, som markerede en ny afspænding mellem supermagterne. Reagan erklærede, at han havde nået sine mål med oprustningen og tilføjede, at USA nu var i en position, hvor de kunne forhandle om fred og afrustning med Sovjetunionen.
I Sovjetunionen skete samtidig en lignende opblødning, da Mikhail Gorbatjov i 1985 blev valgt som genrealsekretær i Sovjetunionen. I november 1985 holdt Reagan og Gorbatjov et topmøde i Geneve, som blev fulgt op af et møde i Reykjavik i 1986, men trods en positiv stemning endte det uden egentlige resultater. På trods af konkrete uenigheder betød de to møder dog, at USA og Sovjetunionen havde påbegyndt en dialog. Denne udmøntede sig bl.a. i INF-aftalen.
I slutningen af 1980'erne var Sovjetunionen økonomisk svækket, bl.a. som følge af oprustningen. Mikhail Gorbatjov introducerede en reformpolitik, betegnet Glasnost, og slækkede samtidig kontrollen med Østeuropa.

## Efteråret 1989
I efteråret 1989 oplevede man en revolution i Østeuropa. Landene i østblokken løsrev sig fra Sovjetunionen og hele jerntæppet revnede. Årsagerne til dette skyldtes blandt andet den lave levestandard, men også at landene ikke kunne forvente en sovjetisk indblanding.
Revolutionen startede med, at Ungarn åbnede grænserne til Østrig, hvilket førte til lange køer af mennesker, som ville over til Vesten. Som en følge af grænseåbningen kollapsede de gamle kommunistregimer et efter et.
I de fleste østeuropæiske stater skete ændringerne meget hurtigt, med Polen og Ungarn som undtagelserne. Her vedtog Kommunistpartierne selv ændringerne, og begge lande skiftede navn. Folkerepublikken Polen blev for eksempel afløst af Republikken Polen, og den polske eksilregeringen i London vendte hjem i 1990.
I juli 1989 rejste George H.W. Bush til Polen og Ungarn for med egne øjne at se de store forandringer, som var i gang. Entusiasmen for demokratiet gjorde indtryk på den amerikanske præsident, og han begyndte at se på Mikhail Gorbatjov med andre øjne. Efter rejsen skrev Bush til USSR-lederen og foreslog et møde. De blev enige om, at dette skulle finde sted på Malta senere på året.
Fælles for alle staterne i øst var, at landegrænserne blev åbnet, ytringsfriheden respekteret, og valg blev afholdt. Mange af de tidligere østbloklandene, bl.a. Ungarn, forbød alle kommunistiske/stalinistiske symboler, og mange medløbere i Østtyskland blev retsforfulgt i Tyskland som landsforrædere. DDR's sidste leder, Egon Krenz, blev bl.a. dømt til seks års fængsel – han blev løsladt i december 2003.

## Kommunikation mellem DDR og agenter i Vesttyskland
Under den kolde krig blev der sendt meddelelser fra DDR til agenter i Vesttyskland på forskellige radiofrekvenser i kortbølgebåndet. Hvis man lyttede på kortbølgebåndet hørte man tit en mekanisk kvindestemme oplæse en række tal. Et eks. er: achtung fünnef zwo null null trennung osv. Systemet har også været brugt af andre nationer til at kommunikere med agenter i udlandet.

## Afslutningen på den kolde krig
Den kolde krig blev reelt afsluttet med Berlinmurens fald 9. november 1989.
På deres møde på Malta i december 1989 erklærede Mikhail Gorbatjov og George H.W. Bush officielt, at den kolde krig var slut. Det var dog for sent for Sovjetunionen, der allerede var på randen af kollaps. Gorbatjov forsøgte at reformere kommunistpartiet, men forgæves. I februar 1990 blev partiet tvunget til at opgive sit 73-år gamle monopol på statsmagten. Et år senere udråbte Boris Jeltsin Republikken Rusland samtidig med at lederne i en række andre lande gjorde det samme. Dermed var den kolde krig endeligt forbi.

## Danmarks udenrigspolitik under den kolde krig
Danmark deltog i den stiftende generalforsamling for FN i efteråret 1945. Efter sammenbruddet i de nordiske forsvarsforhandlinger søgte Norge og Danmark optagelse i NATO, og den 4. april 1949 tog den danske udenrigsminister Gustav Rasmussen til Washington for at underskrive NATO-traktaten. I 1972 blev Danmark medlem af EF, hvorefter udenrigspolitikken fortrinsvis udspillede sig i tre rum: FN, NATO og EF.

## Kampen mellem Vesten og Sovjet
Den kolde krig gjorde sig gældende over hele kloden. En række eksempler, især fra Mellemøsten og udviklingslandene, viser, at
når de vestlige allierede støttede et land, støttede Sovjetunionen dets modstandere og vice versa. Om denne konflikts karakter findes en række teorier, hvoraf nogle er samtidige med begivenhederne under den kolde krig, mens andre er blevet til efter den kolde krigs afslutning.

### Teorier om den kolde krig
De tidligste teorier om den kolde krig lagde især vægt på geopolitik, militære strategier og placering af ansvar eller skyld for konflikten mellem Vestmagterne og Sovjetunionen. Realismen fik sit egentlige moderne gennembrud i den indledende fase af den kolde krig. Realisterne opfatter magt som et nulsumsspil i et anarki, hvor staterne som de egentlige aktører kæmper om de givne positioner; opnåelse af størst mulig magt var derfor det umiddelbare mål for parterne i den kolde krig. Fokus for realisterne var derfor studiet af sikkerhedspolitiken og magtbalancen, som under den kolde krig kan karakteriseres som faktisk bipolaritet. Indenfor denne ramme kæmpede staterne om bedst muligt at varetage deres egne nationale interesser. En ændring af magtbalancen kunne ifølge denne analyse udgøre en trussel mod verdensfreden. Derfor var status quo mellem stormagterne at foretrække.
Traditionalisterne mente, at Sovjetunionen på baggrund af den marxistiske ideologi reelt stræbte efter verdensherredømmet og derfor var ansvarlig for den kolde krigs udbrud. Sovjetunionen slog til mod svage regimer, og hvor Vestmagterne havde vanskeligt ved at støtte kommunisternes modstandere. USA søgte derimod fredelig sameksistens, bl.a. gennem FN, men var på grund af den kommunistiske trussel tvunget til at gennemføre Containment.
Revisionisterne støttede den marxistiske tolkning af den kolde krig; deres analyse udpegede USA som aggressiv og imperialistisk, og argumenterne var, at USA under den kolde krig hele tiden udfordrede Sovjetunionen og tvang denne til at foretage defensive modtræk.
Idealisterne havde oprindeligt en målsætning om at undgå krig ved brug af folkeretten. Efter udbruddet af den kolde krig anså idealisterne USA for at være den egentlige garant for frihed og økonomisk vækst, men pegede samtidig på, at flere aktører end staterne, især de internationale organisationer, er af betydning i international politik. Samhandel, internationale aftaler og udarbejdelse af fælles normer for udvikling vil derfor trække systemerne i retning af større interdependens. Denne type analyse betegnes også som neoliberalisme.
Realismen fik ligeledes i 1970'erne en renæssance i form af neorealismen, der ofte knyttes til Kenneth Waltz. Waltz har bl.a. analyseret, hvordan stater indgår i alliancedannelse, krigsførelse og fredsslutning i et forsøg på at forklare strukturelle betingelser for staters handlerum. Han anser internationale organisationers muligheder for at handle i internationale anliggender for at være underkastet staternes brug af disse organisationer som et middel til at opnå egne mål.
Allerede i 1950 lancerede John H. Herz begrebet "sikkerhedsdilemmaet", som opstår, når begge parter anser egne militære og strategiske handlinger som defensive, men modpartens initiativer som offensive. Dette skabte en gensidig frygt for modparten, som kunne være overdrevet.
Efter den kolde krigs afslutning rejstes nye spørgsmål i forskningsdebatten. De koncentrerede sig ofte om tre grundlæggende problemfelter:
- Hvad betød den ideologiske modsætning mellem Sovjetunionen og USA?
- Hvilket samspil var der mellem de toneangivende staters interesser og det internationale system?
- Hvilket grundlag handlede beslutningstagerne på?[45]

Kort efter Sovjetunionens sammenbrud spåede Francis Fukuyama kapitalismens og det liberale demokratis endegyldige sejr i verden. Trods en del kritik af denne vidtgående påstand er det en udbredt opfattelse, at USA sejrede i den kolde krig og blev den dominerende faktor i det unipolære system, som har afløst bipolariteten. Nogle mener dog, at sejrens pris har været meget stor, både økonomisk og menneskeligt.

## Den kolde krig i kulturen
Der er udgivet adskillige film, bøger og spil om den kolde krig. Blandt andre har Ken Follett og John Le Carré brugt spændingerne mellem Østblokken og Vestblokken som forlag for spændingsromaner. De tidligste James Bond-film tager ligeledes udgangspunkt i den kolde krig - mest tydeligt i From Russia with Love.
Et af de mere populære brætspil med koldkrigstema er Twilight Struggle.